# Keita Satoh (Leichtathlet)
Keita Satoh (japanisch 佐藤 圭汰 Satō Keita; * 22. Januar 2004 in Kyōto) ist ein japanischer Leichtathlet, der im Mittel- und Langstreckenlauf an den Start geht.

## Sportliche Laufbahn
Erste internationale Erfahrungen sammelte Keita Satoh im Jahr 2022, als er bei den U20-Weltmeisterschaften in Cali im Finale über 3000 Meter nicht ins Ziel gelangte und im 5000-Meter-Lauf in 14:26,19 min den elften Platz belegte. Im Jahr darauf gewann er bei den Hallenasienmeisterschaften in Astana in 7:56,41 min die Silbermedaille über 3000 Meter hinter dem Katari Mohamad al-Garni. Im Oktober belegte er bei den Asienspielen in Hangzhou in 13:39,18 min den sechsten Platz über 5000 Meter. 2025 belegte er bei den Asienmeisterschaften in Gumi in 13:26,77 min den vierten Platz über 5000 Meter.

## Persönliche Bestleistungen
- 1500 Meter: 3:37,18 min, 17. Juli 2021 in Chitose (japanischer U20-Rekord)
- 3000 Meter: 7:50,81 min, 21. November 2021 in Kyōto (japanischer U20-Rekord)
  - 3000 Meter (Halle): 7:42,56 min, 11. Februar 2024 in New York City (japanischer Rekord)
  - 2 Meilen (Halle): 8:14,71 min, 11. Februar 2024 in New York (Asienbestleistung)
- 5000 Meter: 13:16,29 min, 12. April 2025 in Kumamoto
  - 5000 Meter (Halle): 13:09,45 min, 26. Januar 2024 in Boston (japanischer Rekord)